# Bão Dujuan (2021)
Bão Dujuan (tên JTWC: 01W, tên Philippines: Auring),  là một bão nhiệt đới gây mưa lớn ở Philippines và Palau, dẫn đến hư hỏng nhỏ. Dujuan là áp thấp thứ hai và là cơn bão đầu tiên được đặt tên trong Mùa bão Tây Bắc Thái Bình Dương 2021. Dujuan bắt đầu là một áp thấp nhiệt đới trên Biển Philippines, di chuyển chậm theo hướng Tây Bắc về phía Philippines. Sức mạnh của nó dao động từ ngày 19 đến ngày 21 tháng 2 do môi trường không thuận lợi gần cơn bão vào thời điểm đó. Hệ thống này được tuyên bố là một cơn bão nhiệt đới trước khi đổ bộ vào đảo Batag, Laoang, Northern Samar vào ngày 22 tháng 2.
Dujuan không gây thương vong ở Palau. Tuy nhiên, tại Philippines, cơn bão đã khiến 1 người chết và 4 người mất tích. Bão cũng khiến một tàu cá bị lật, khiến 15 ngư dân Philippines phải trôi dạt trong sáu ngày trước khi được giải cứu. Nước lũ làm ngập các ngôi nhà ở Surigao del Sur, nhấn chìm Thành phố Tandag cùng với 3.168 ha đất trồng trọt. Tổng thiệt hại ở Philippines lên tới ít nhất là 3,29 triệu USD (2021 USD).

## Lịch sử khí tượng
| Cơ quan khí tượng | Sức gió duy trì ước tính (km/h) | Áp suất trung tâm ước tính (hPa) | Tham khảo |
| --- | ------------------------------- | -------------------------------- | --------- |
| JMA (Nhật Bản) | 75 (10 phút)                    | 996                              | [ 1 ]     |
| JTWC (Hoa Kì) | 85 (1 phút)                     | 991                              | [ 2 ]     |
| NMC (Trung Quốc) | 85 (2 phút)                     | 990                              | [ 3 ]     |
| HKO (Hồng Kông) | 75 (10 phút)                    | 995                              | [ 4 ]     |
| PAGASA (Philippines) | 95 (10 phút)                    |                                  | [ 5 ]     |
| Gió được làm tròn đến số tự nhiên chia hết cho 5 gần nhât và thời gian bên cạnh là thời gian gió duy trì ước tính của mỗi cơ quan. |                                 |                                  |           |

Vào ngày 16 tháng 2, Cơ quan Khí tượng Nhật Bản (JMA) báo cáo rằng một áp thấp nhiệt đới đã phát triển trên Biển Philippine. Chỗ lõm thể hiện các đặc điểm dải đối lưu, bao bọc thành một trung tâm lưu thông tầng thấp vô tổ chức. Trong khu vực thuận lợi để phát triển thêm, với gió đứt thẳng đứng từ thấp đến trung bình, hướng cực mạnh dòng chảy và nhiệt độ từ 29-30 °C (84–86 °F). Hệ thống bắt đầu tăng cường. Đến 3:00 giờ UTC ngày 17 tháng 2, áp thấp nhiệt đới đã đi vào Khu vực trách nhiệm của Philippines (PAR), và được đặt tên là  Auring  bởi PAGASA. Điều này khiến Dujuan trở thành cơn bão được đặt tên đầu tiên trong CCHC vào 2021. Khi hệ thống theo dõi theo hướng Tây Tây Bắc, nó tiếp tục mạnh lên cho đến khi được nâng cấp thành bão nhiệt đới bởi JTWC và PAGASA vào đầu giờ ngày 18 tháng 2. Vào lúc 7:00 UTC cùng ngày, JMA đã làm theo lệnh của JTWC và PAGASA để nâng cấp hệ thống thành một cơn bão nhiệt đới và đặt tên cho hệ thống là Dujuan.

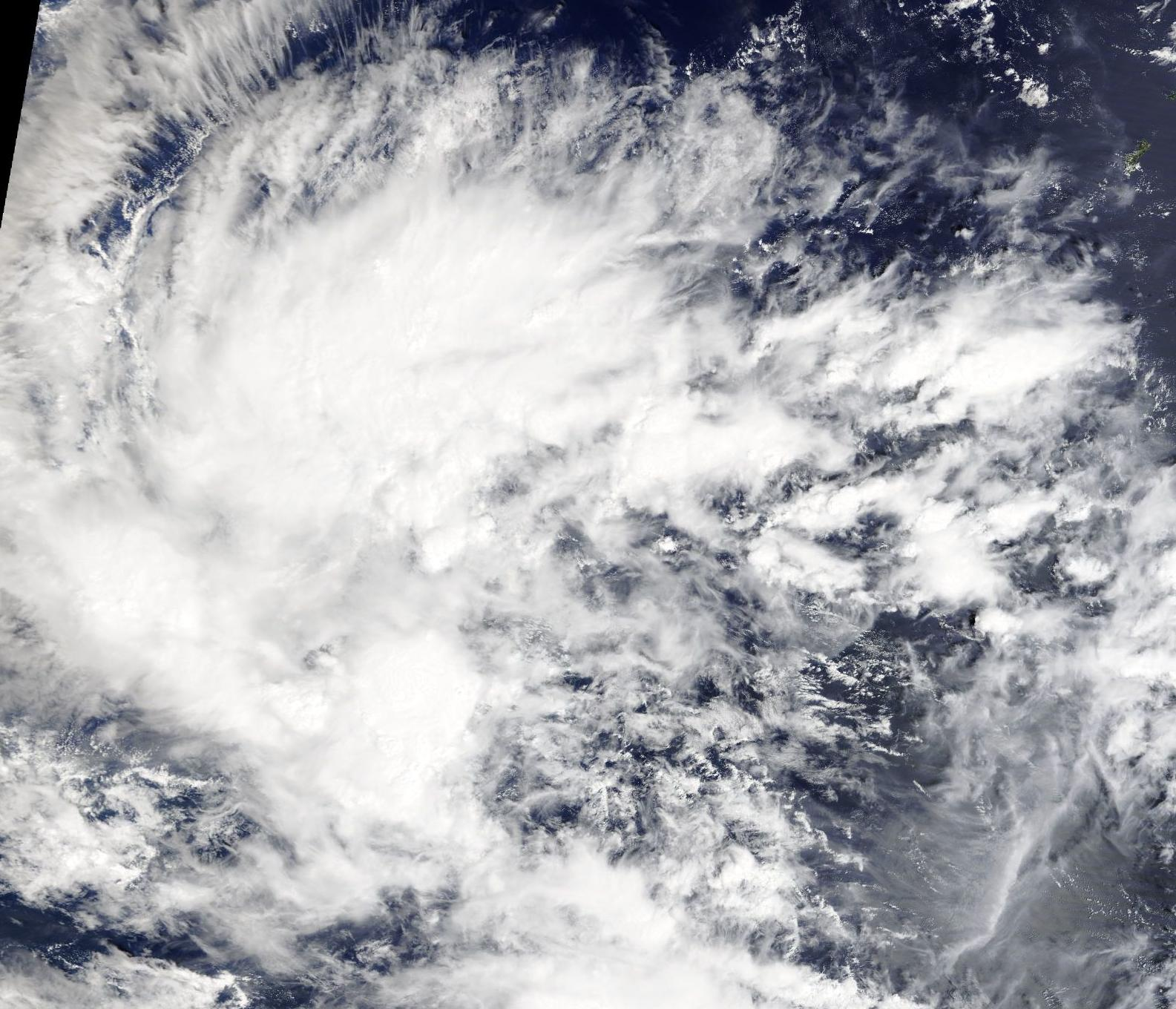
Bão Dujuan lúc mới hình thành.

Vào lúc 03:00 UTC ngày 19 tháng 2, PAGASA đã nhanh chóng nâng cấp Dujuan thành một cơn bão nhiệt đới nghiêm trọng, trước khi hạ cấp trở lại. Sự cắt ngang gió dọc kết hợp với gió mùa Đông Bắc vẫn tiếp tục tồn tại, ảnh hưởng đến hệ thống, PAGASA cập nhật thời tiết ngày 21 tháng 2 năm 2021 và vào ngày 22 tháng 2, JMA, JTWC và PAGASA đã hạ cấp hệ thống xuống áp thấp nhiệt đới sau mức thấp trung tâm hoàn lưu cấp (LLCC) đã suy yếu trước khi đổ bộ. JMA và JTWC đã đưa ra lời khuyên cuối cùng của họ ngay sau đó. Bão đổ bộ vào đảo Batag ở Laoang, Bắc Samar lúc 09:00 PHT (01:00 UTC) cùng ngày. Trước khi đi qua Quần đảo Rapu-Rapu ở Albay, PAGASA đã tuyên bố cơn bão là một vùng áp suất thấp và đưa ra bản tin cuối cùng về cơn bão. Cơn bão tan thành tàn dư vào cùng ngày vài giờ trước nửa đêm. Tàn dư trôi dạt về Đài Loan và tan vào trưa 23 tháng 2.

## Chuẩn bị và tác động

### Philippines
Dujuan nhanh chóng di chuyển qua Palau vào ngày 16 tháng 2 như một áp thấp nhiệt đới, mang lại lượng mưa lớn cho các vùng của đất nước. Vào ngày 18 tháng 2, thuyền của 15 ngư dân Filipino bị lật ở ngoài khơi Surigao, khiến cả nhóm trôi dạt trong sáu ngày cho đến khi họ được Cảnh sát biển Philippines giải cứu.

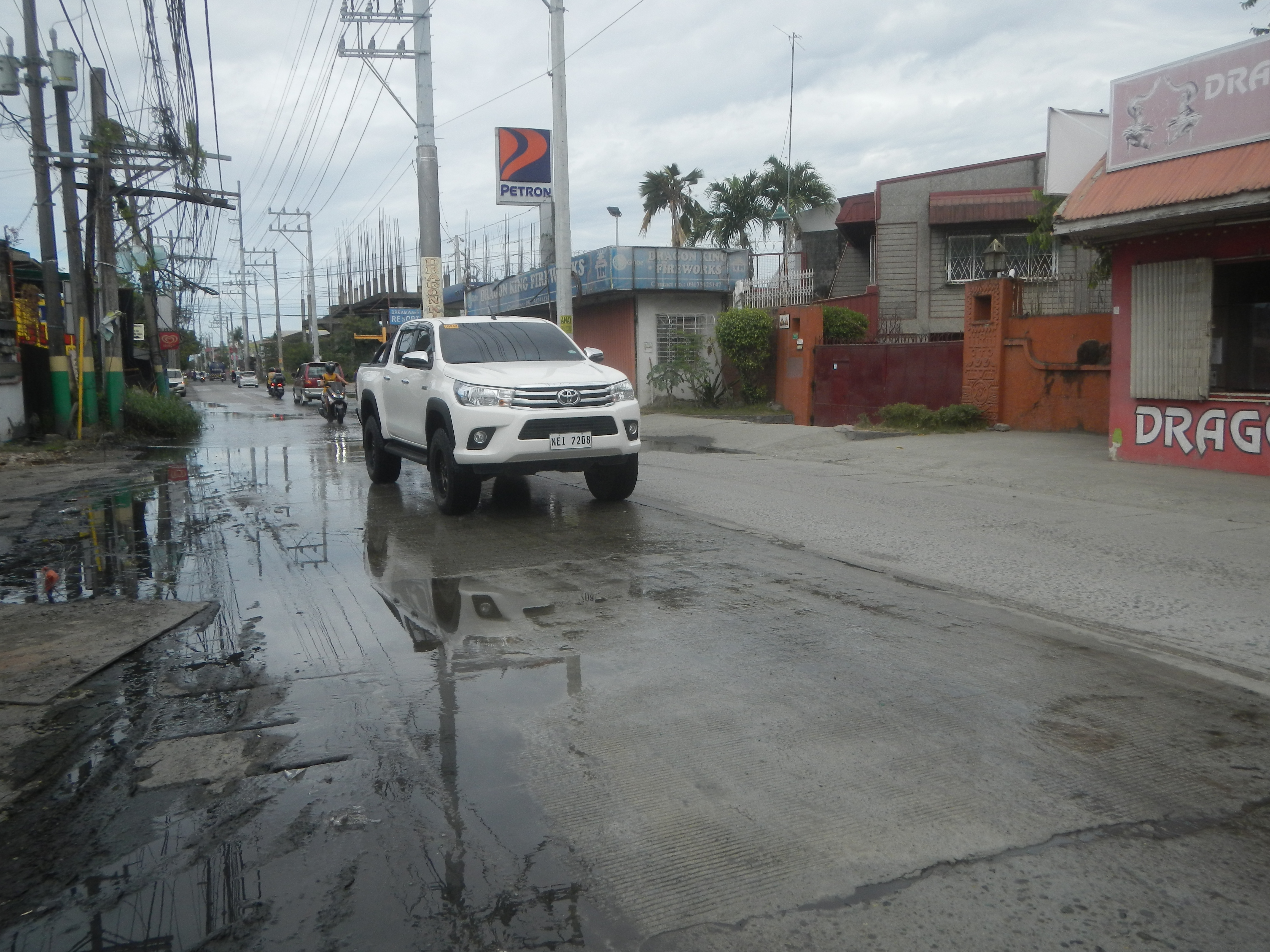
Cảnh sau khi bão Dujuan quét qua Bulacan.

Để đề phòng cơn bão, PAGASA đã đưa ra các cảnh báo cho khu vực phía đông của Mindanao vào ngày 19 tháng 2, với các cảnh báo tương tự được đưa ra đối với các tỉnh phía đông của Visayas. Cảnh báo Signal 2 cũng được đưa ra ở phần lớn Eastern Samar, Samar, Southern Leyte, Dinagat Islands và Surigao del Norte vào ngày 21 tháng 2 như Dujuan được tăng cường vài giờ trước khi đổ bộ. Tuy nhiên, các cảnh báo đã nhanh chóng được hạ xuống chỉ vài giờ sau khi được ban hành. Mặc dù các cảnh báo đã được hạ thấp, cơn bão vẫn có thể gây ra lũ lụt ở các khu vực của Visayas. Trước khi cơn bão đổ bộ, tại  Tandag City, Surigao del Sur, mưa lớn đã khiến những ngôi nhà chìm trong nước lũ. Các lớp học và công việc của chính phủ đã bị đình chỉ vào ngày 22 tháng 2 ở Romblon, Thành phố Tacloban, và Negros Oriental và ở các khu vực của Leyte, Cebu, Davao de Oro, và Surigao del Sur.
Tổng cộng 280.881 cá thể bị ảnh hưởng ở Northern Mindanao, Caraga và Davao Region. Ít nhất 183.226 người trong số những người bị ảnh hưởng đã được đưa đến 950 nơi trú ẩn sơ tán khác nhau ở mỗi khu vực. 2.408 ngôi nhà bị hư hỏng, với 444 ngôi nhà bị hư hỏng hoàn toàn. Phần lớn thiệt hại xảy ra ở Khu hành chính Caraga. 42 chuyến bay nội địa và nhiều chuyến đi biển cũng bị hủy do thời tiết khắc nghiệt. Một phân tích của STAMINA4Space Program cho thấy hơn 3.412 ha đất đã bị ngập do lũ lụt từ Dujuan, với 92% (3.168 ha) đất là đất trồng trọt. Tuy nhiên, đất trồng trọt chỉ có thảm thực vật thưa thớt vào thời điểm đó. Tại Philippines, một người được báo cáo đã chết và bốn người khác được báo cáo là mất tích Thiệt hại nông nghiệp ở mức ₱79,4 triệu trong khi thiệt hại về cơ sở hạ tầng ở mức ₱23,6 triệu, Tổng cộng ₱103 triệu (US$3,29 triệu).. Aon ước tính rằng tổng thiệt hại ở Philippines đạt ít nhất 10 triệu đô la (2021 USD).